# 탁영빈
탁영빈(1962년 7월 23일~)은 조선민주주의인민공화국의 축구 선수로, 포지션은 미드필더이다. 조선민주주의인민공화국 축구 국가대표팀에서 활동했다.